# شون غارنت
شون غارنت (بالإنجليزية: Shaun Garnett)‏ هو لاعب كرة قدم بريطاني في مركز الدفاع، ولد في 22 نوفمبر 1969 في والاسي في المملكة المتحدة. لعب مع أولدهام أثلتيك وبريستون نورث إيند وسوانزي سيتي ونادي ترانمير روفرز ونادي تشستر سيتي ونادي موركامب ونادي هاروجيت تاون ونادي هاليفاكس تاون وويغان أتلتيك.

## وصلات خارجية
- شون غارنت على موقع قاعدة بيانات كرة القدم.إي يو (الإنجليزية)
- شون غارنت على موقع Soccerbase.com (لاعب) (الإنجليزية)